# Barry Spikings
Barry Spikings (Boston, 23 novembre 1939) è un produttore cinematografico britannico, vincitore di un Oscar al miglior film per Il cacciatore (1978).

## Carriera
Spikings è nato nel 1939 a Boston nel Lincolnshire. Dopo aver lasciato la Boston Grammar School è entrato a far parte del quotidiano locale, il Lincolnshire Standard, come giornalista tirocinante. Successivamente è entrato a far parte del Farmers 'Weekly, durante questo periodo ha vinto un premio per un cortometraggio di 15 minuti diretto da lui stesso.
Successivamente Spikings ha iniziato a lavorare nel mondo dello spettacolo, promuovendo festival musicali e film.
Nel 1972 è diventato co-proprietario della British Lion Films; e poi si è unito alla EMI. Nel 1979, ha vinto un Oscar per il film Il cacciatore, di cui era produttore.
Nel 1985, Spikings ha fondato la Nelson Holdings International, con il finanziere britannico Richard Northcott, attiva nel settore dell'intrattenimento.

## Filmografia
- Un colpevole senza volto, regia di Michael Anderson (1975)
- L'uomo che cadde sulla Terra, regia di Nicolas Roeg (1976)
- Convoy - Trincea d'asfalto, regia di Sam Peckinpah (1978)
- Il cacciatore, regia di Michael Cimino (1978)
- Texasville, regia di Peter Bogdanovich (1990)
- Un mitico viaggio, regia di Peter Hewitt (1991)
- Picture This: The Times of Peter Bogdanovich ad Archer City, Texas, regia di George Hickenlooper (1991)
- Rapina del secolo a Beverly Hills, regia di Sidney J. Furie (1991)
- A letto con l'amico, regia di Donald Petrie (1994)
- I ribelli, regia di Floyd Mutrux (1994)
- Oltre Rangoon, regia di John Boorman (1995)
- Lone Survivor, regia di Peter Berg (2013)

## Riconoscimenti
- Premi Oscar
  - 1979 – Miglior film per Il cacciatore insieme a Michael Deeley, Michael Cimino e John Peverall